# 1944年8月4日月食
1944年8月4日月食为一次在协调世界时1944年8月4日出現的半影月食。該次月食半影食分為0.503、全影食分為-0.470。

## 概述
這次月食的食分是20.98。

## 基本參數
- 類型：半影月食
- 食甚資料：
  - 日期：1944年8月4日
  - 時間：12:26
  - 月球位置：赤經20.98度、赤緯-18.5度
  - 食分：半影食分：0.503、全影食分：-0.470

## 外部連結
- NASA月食專頁（页面存档备份，存于）（英文）